# John Fabian Witt
John Fabian Witt est un historien et juriste américain, né le 9 février 1972. Il est professeur de droit Allen H. Duffy à la faculté de droit de Yale. Il est l'auteur de Lincoln's Code : The Laws of War in American History, qui remporte le prix Bancroft 2013 d'histoire des Amériques et, en 2020, American Contagions : Epidemics and the Law from Smallpox to COVID- 19.

## Biographie
John Witt obtient son BA, son JD et son Ph.D à Yale. En 2001, il reçoit le prix John Addison Porter pour « The Accidental Republic: Amputee Workingmen, Destitute Widows, and the Remaking of American Law, 1866-1922 ». Avant de retourner enseigner à Yale, il est professeur d'histoire juridique George Welwood Murray à l'Université Columbia. En 2007, il critique le fondement historique des théories de John Yoo. En avril 2017, il est nommé directeur du Davenport College, l'un des 14 collèges résidentiels de Yale.